# 应用材料
应用材料公司（英語：Applied Materials, Inc.；NASDAQ：AMAT、港交所：4336）簡稱應材，是全球最大的半导体制造设备和服务供应商。
主要产品为芯片制造相关类产品，例如原子层沉积、物理气相沉积、化学气相沉积、电镀、侵蚀、离子注入、快速热处理、化学机械抛光、测量学和硅片检测等，並包含配套的軟件、質檢服務提供給营运客戶，例如晶圓廠與屏幕工廠的各式半導體製造商。

## 历史
创建于1967年，公司总部位于美国加利福尼亚州圣克拉拉。应用材料公司1984年进入中国，目前在上海、北京、天津、苏州、无锡等地有办事处或仓库，在西安设有太阳能开发中心。1993年9月在台灣設立「台灣應用材料股份有限公司」服務台灣眾多半導體產業客戶。
2013年9月24日宣布将透過換股方式，作價90億美元收購主要競爭對手東京電子（Tokyo Electron Limited），合併後的新公司市值約290億美元，應材將持新公司68%股權，東京電子持其餘32%股權。2015年4月28日，据美国《华尔街日报》报道，之后交易被驳回，理由是该计划未获得美国司法部认可。
应用材料公司同時是研發型機構，历年来每年的研究经费达到约10亿美元。据 Bloomberg数据，2018年全球五大半导体设备制造商分别为應用材料（AMAT）、艾司摩爾（ASML）、東京威力科創（TEL）、泛林集团（Lam Research）、科磊（KLA），这五大半导体制造商在2018年以其领先的技术、强大的资金支持占据着全球半导体设备制造业超过70%的份额。2019年7月1日應用材料以約2500億日圓（23.1億美元）收購日本半導體設備公司Kokusai Electric。
2021年3月13日，据德国《商报》报道，因为未获得中国监管机构的批准，已经终止了收购原日立集团旗下企业国际电气公司（Kokusai Electric），並支付其1.54億美元作為取消收購的提前終止費。美国应用材料公司此前计划从私募股权投资机构KKR手中收购国际电气公司。KKR于2017年收购了国际电气公司的半导体设备部门，并生产薄膜沉降设备而闻名，其工厂设在日本。
路透社週五（2023年11月17日）報告說，應用材料公司可能因涉嫌違反美國芯片出口規定而受到美國司法部的刑事犯罪調查。路透社這篇獨家報導引述一名了解這個案子的人士的說法，應用材料公司是透過韓國向中國最大的半導體製造商中芯國際出口未經美國商務部批准的相關設備。這些設備的金額高達數億美元。

## 主要顾客
- 超微半导体（AMD）
- 英特尔（Intel）
- 飛思卡爾（Freescale Semiconductor）
- 三星电子（Samsung）
- 海力士（Hynix）
- 台積電（TSMC）
- 聯華電子（UMC）
- 南亞科技（NTC）
- 德州仪器
- 華邦電子（Winbond）
- 东芝
- 索尼
- 美光科技（Micron Technology）
- STMicroelectronics
- 英飞凌（Infineon Technologies）
- 瑞萨（Renesas）
- NEC
- Panasonic
- 旺宏電子（Macronix）
- 力晶半導體（Powerchip Semiconductor）
- 矽品（SPIL）
- 茂德科技
- 高通公司（Qualcomm）
- 夏普公司
- IBM
- Vishay Intertechnology

## 主要竞争对手
- ASML
- TEL
- Lam Research
- KLA-Tencor
- Ulvac
- Hermes Microvision Inc.